# Helmut Ringsdorf
Helmut Ringsdorf (* 30. Juli 1929 in Gießen; † 20. März 2023) war ein deutscher Chemiker und Hochschullehrer.

## Leben und Werk
Ringsdorf studierte ab 1951 Chemie, Politik und Geologie an den Universitäten Frankfurt am Main, Darmstadt und Freiburg im Breisgau. Er war der letzte Student Hermann Staudingers und schrieb unter seiner Betreuung 1956 seine Diplomarbeit und unter Staudinger und Elfriede Husemann 1958 seine Dissertation. Ringsdorf blieb noch einige Zeit als Assistent in Freiburg, ehe er 1960 als Forschungsassistent ans Polytechnic Institute of Brooklyn nach New York City ging. Im Jahr 1962 wechselte er als Lehrbeauftragter an die Universität Marburg, an der er sich 1967 habilitierte. Er war dort 1967 bis 1968 außerordentlicher Professor und 1969 bis 1970 Professor für Polymer-Wissenschaften, ehe er 1971 an die Universität Mainz kam. Als Professor für organische Chemie lehrte er dort bis zu seiner Emeritierung 1994. Daneben und danach hatte er verschiedene Professuren im Ausland inne: Von 1988 bis 2003 war er außerordentlicher Professor für Polymerwissenschaften an der chinesischen Jilin-Universität, von 1994 bis 2000 außerordentlicher Professor für Pharmazie an der Universität London, von 1995 bis 2000 Courtauld-Gastprofessor an der University of California, Los Angeles und von 2001 bis 2005 außerordentlicher Professor für Pharmazie an der Universität Cardiff.
Ringsdorf arbeitete auf den Gebieten der organischen Chemie, der Polymerwissenschaften, der supramolekularen Systeme und der Nanomedizin. Auf dem Grenzgebiet von Material- und Lebenswissenschaften entwarf er pharmakologisch-wirksame Polymere und untersuchte die Biochemie an Grenzflächen. So entwickelte er polymere Antitumorwirkstoffe, die spezifisch die durch Angiogenese entstandenen Blutbahnen durchdringen können und so gezielt zur Krebsbehandlung einsetzbar sind. Weiterhin beschäftigte er sich mit der Synthese, der Struktur und den Eigenschaften von funktionellen flüssig-kristallinen Polymeren sowie mit der Polymerisierung in orientierten Systemen (Mizellen, Liposome, Monoschichten). Außerdem untersuchte er die Eigenschaften von funktionellen supramolekularen Systemen und führte Versuche zur Simulation von Biomembranprozessen durch.
Seit seiner Doktorandenzeit war Ringsdorf mit Margot Kimpel verheiratet, mit der er zwei Kinder hat. Er starb am 20. März 2023.

## Veröffentlichungen
Ringsdorf veröffentlichte mehr als 500 wissenschaftliche Arbeiten, darunter:
- Über azomethingruppenhaltige Vinylverbindungen und ihre Verwendung zur Darstellung reversibel vernetzter und verzweigter Polystrole. Dissertation, Freiburg i. B. 1958.
- Structure and Properties of Pharmacologically active Polymers. In: Journal of polymer science. Polymer symposia. Band 51, 1975, S. 135–153.
- mit L. Gros und H. Schupp: Polymeric Antitumor Agents on a Molecular and on a Cellular Level?. In: Angewandte Chemie International Edition in English. Band 20, Nr. 4, 1981, S. 305–325.
- mit B. Schlarb und J. Venzmer: Molecular Architecture and Function of Polymeric Oriented Systems. Models for the Study of Organization, Surface Recognition, and Dynamics of Biomembranes. In: Angewandte Chemie International Edition in English. Band 27, Nr. 1, 1988, S. 113–158.
- mit M. Ahlers: Specific Interactions of Proteins with Functional Lipid Monolayers. Ways of simulating biomembrane processes. In: Angewandte Chemie International Edition in English. Band 29, Nr. 11, 1990, S. 1269–1285.
- mit W. Müller, E. Rump, G. Wildburg, X. Zhang, L. Angermaier, W. Knoll, M. Liley und J. Spinke: Attempts to mimic docking processes of the immune system. Recognition-induced formation of protein multilayers. In: Science. Band 262, 1993, S. 1706–1708.
- mit D. Adam, P. Schuhmacher, J. Simmerer, L. Haeussling, K. Siemensmeyer, K. Etzbach und D. Haarer: Fast photoconduction in the highly ordered columnar phase of a discotic liquid crystal. In: Nature. Band 371, 1994, S. 141–143.
- Attempts to Mimic Biomembrane Processes. Recognition- and Organization Induced Functions in Biological and Synthetic Supramolecular Systems. In: A. Baszkin und W. Norde (Hrsg.): Physical Chemistry of Biological Interfaces. Marcel Dekker, Inc. N.Y. 2000, S. 243–282.

## Auszeichnungen
- 1969 Karl Winnacker Award (Farbwerke Hoechst, Frankfurt am Main)
- 1980 H.-F.-Mark-Medaille for Polymer Science (Österreichisches Forschungsinstitut für Chemie und Technik)
- 1985 Hermann-Staudinger-Preis (Gesellschaft Deutscher Chemiker)
- 1988 Chaire Francqui (Universität Lüttich)
- 1992 Alexander-von-Humboldt-Award (Ministère Français de la Recherche, Paris)
- 1993 Polymer Award (Society of Polymer Science, Tokyo)
- 1993 Chevalier l’Ordre des Palmes Académiques (Frankreich)
- 1994 Award in Polymer Chemistry (American Chemical Society)
- 1996 Centenary Lectureship Award (Royal Society of Chemistry)
- 2001 Freundschaftspreis der Volksrepublik China
- 2002 Preis der Aachener und Münchener für Technologie und angewandte Wissenschaft der Carl-Arthur Pastor-Stiftung in Aachen.
- 2006 Life-time Achievement Award (Journal of Drug Targeting)
- 2010 Alfred-Saupe-Preis (Deutsche Flüssigkristall-Gesellschaft in der Bunsen-Gesellschaft)
- Ehrendoktorwürden: 1993 Paris-Süd, 1995 Trinity College, Dublin, 1999 ETH Zürich, 2004 Straßburg

## Mitgliedschaften
- 1979 Akademie der Wissenschaften und der Literatur Mainz[2]
- 1990–1992 Akademie der Wissenschaften der DDR
- 1991 korrespondierendes Mitglied der Nordrhein-Westfälischen Akademie der Wissenschaften und der Künste
- 1999 Auslandsmitglied der Russischen Akademie der Wissenschaften
- 2000 Ehrenmitglied der Liquid Crystal Society (Shinshu University)
- 2007 Accademia Gioenia di Catania (Italien)
- 2009 Aufnahme als „Fellow“ in die britische Royal Society of Chemistry